# برودي كلارك
برودي كلارك (بالإنجليزية: Brodie Clark)‏ هو موظف مدني بريطاني، ولد في 16 يونيو 1951 في غلاسكو في المملكة المتحدة.